# Chuang Yin-ching
Kenneth Chuang Yin-ching (en xinès 莊銀清) és un epidemiòleg taiwanès. A partir del gener del 2020 dirigeix la Xarxa Mèdica de Control de Malalties Transmissibles dels Centres Taiwanesos (TCDC).

## Carrera
Chuang es va llicenciar en medicina a la Kaohsiung Medical University i va completar la seva residència a l'Hospital General de Veterans de Taipei. Es va especialitzar en epidemiologia i malalties infeccioses mentre feia classes a la Universitat Nacional Cheng Kung. Chuang va ser el superintendent del Chi Mei Medical Center en la branca de Liouying.

### Pandèmia COVID-19 a Taiwan
Chuang va tenir protagonisme durant la pandèmia COVID-19 a Taiwan. El 16 de gener, Chuang i dos col·legues van emetre una alerta de viatge de nivell 2 per a Wuhan, la Xina, a causa de la seva experiència a terra a la ciutat de tres dies de durada a la ciutat del 13 de gener al 15 de gener del 2020. Un dia després van dir a una conferència de premsa a Taipei que el 30 per cent dels pacients de Wuhan no tenien cap exposició directa al mercat de la ciutat marinera de Huanan (HSCM), que les autoritats xineses indicaven com a epicentre del brot. Els xinesos havien tancat l'HSCM l'1 de gener.
La revelació de Chuang, el 16 de gener, avançà tres dies la confirmació xinesa de la transmissió humà-a-humà. I del 20 al 21 de gener, l'Organització Mundial de la Salut va enviar a Wuhan una delegació, que va informar el 22 de gener que efectivament es produïa la transmissió d'humans a humans.
El govern xinès va permetre la visita a funcionaris mèdics estrangers no només de Taiwan, sinó també de Hong Kong i Macau.
A la conferència del 16 de gener, Chuang va comentar el cas d'una parella casada infectada a Wuhan. El marit treballava al mercat, però l'esposa, que no havia estat recentment al mercat a causa de la mobilitat limitada, potser va haver contractat la malaltia amb el seu marit. Chuang també va ser un dels primers a informar que les infeccions per SARS-CoV-2 es produïen en grups.
Chuang va declarar més tard, en una entrevista per al Daily Telegraph que:
| «                   | Inicialment ... el president de la reunió, va intentar negar la transmissió humana a la humana, però finalment la persona de l'autoritat sanitària del govern central va dir "per què feu una conclusió antiga?" Ara la conclusió és que no es pot excloure la transmissió humana a la humana ”. Per a mi era una informació molt important. | » |
| — Chuang Yin-ching, | |   |

I més tard, Chuang "no va rebre cap resposta a les seves preguntes sobre per què no es van poder localitzar 13 infeccions al mercat de marisc (HSCM)".
L'OMS va declarar l'Emergència sanitària de preocupació internacional (PHEIC) el 30 de gener.